# Gerolamo Quaglia
Pour les articles homonymes, voir Quaglia.
Gerolamo Quaglia, né le 8 février 1902 à São Paulo (Brésil) et mort le 11 novembre 1985 à Gênes (Italie), est un lutteur gréco-romain italien.

## Palmarès
Il participe aux Jeux olympiques de 1924 à Paris en catégorie poids plume, sans remporter de médaille.
Il obtient la médaille de bronze olympique en 1928 à Amsterdam en catégorie poids plume.